# Нория

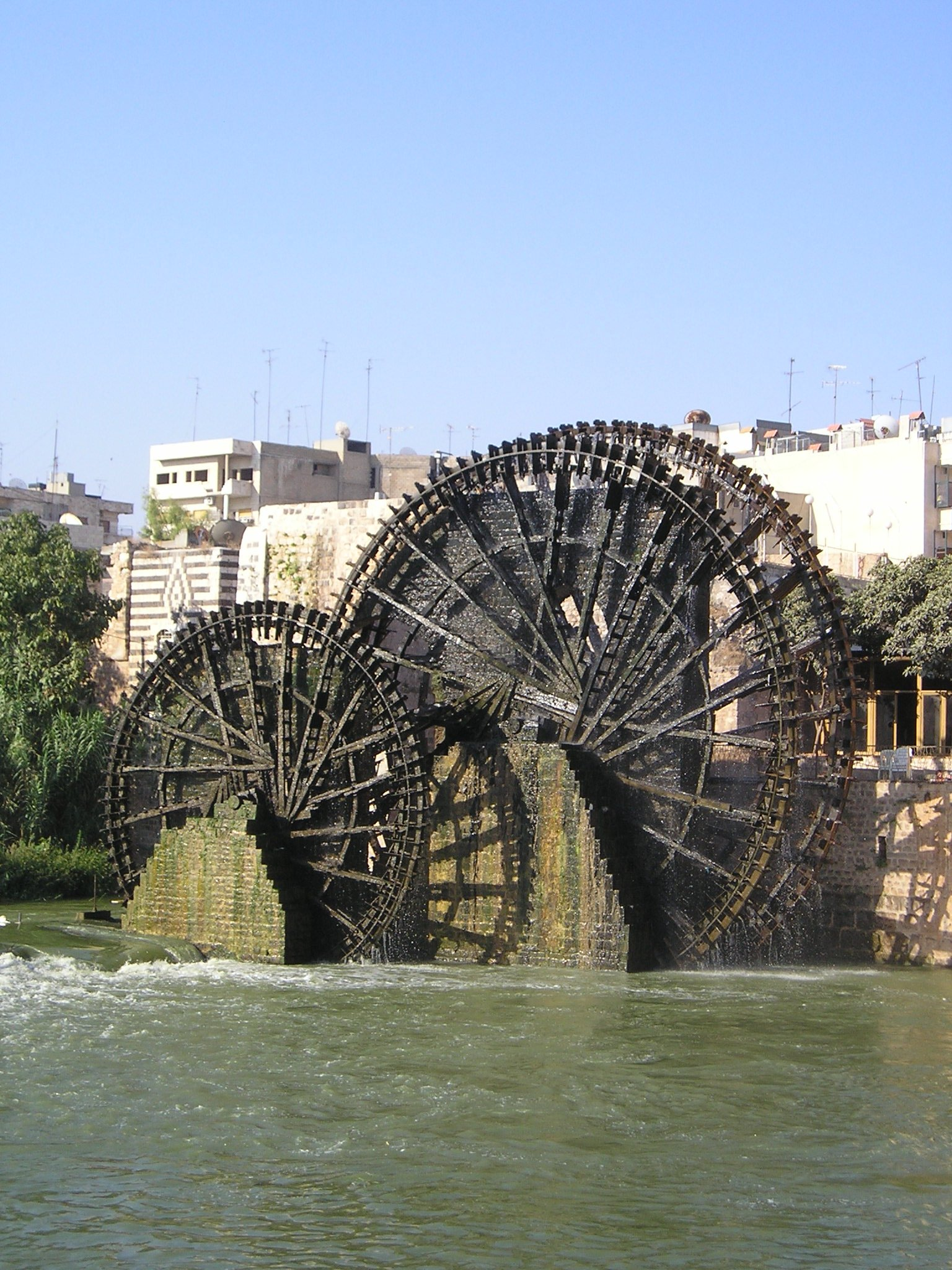
Пятисотлетние нории на реке Эль-Аси в Хаме в Сирии

Но́рия — устройство, предназначенное для подъёма жидкостей (подливное водяное колесо) или сыпучих материалов в вертикальном направлении.
Слово происходит от араб. ناعورة‎ (наъура), затем произошло исп. noria (нориа), в обоих языках означает — подливное водяное колесо (водокачка), используемое, как правило, в ирригации.

## Принцип работы

### Подливное водяное колесо
Норией называют подливное водяное колесо — самое древнее, его с древнейших времён использовали для ирригации древние египтяне и персы. В простейшей нории на ободе установлены прямые лопатки; нижние лопатки погружаются в водный поток. Течение давит на лопатки, и колесо вращается. Для увеличения отбора энергии из водного источника лопатки колеса стали делать в виде ковшей.

### Для сыпучих материалов
Ковшовый элеватор представляет собой вертикальный ленточный (или цепной) конвейер с ковшами, за счёт непрерывного перемещения которых осуществляется подъём материала. Как правило, конвейер помещают в прямоугольной трубе.
Полочный элеватор имеет 2 вертикальные пластинчатые втулочные цепи, огибающие верхние тяговые и нижние натяжные звёздочки. К цепям жёстко прикреплены захваты-полки, соответствующие форме и размерам груза. Загрузка полок производится вручную или автоматически с гребенчатого стола, а разгрузка в верхней части нисходящей ветви — при опрокидывании полок. Скорость движения цепей полочного элеватора 0,2—0,3 м/сек.
Люлечный элеватор отличается от полочного способом крепления рабочего органа — люльки, которая благодаря шарнирному подвесу на всех участках трассы сохраняет горизонтальное положение днища. Загрузка люлечных элеваторов производится на восходящей, а разгрузка — на нисходящей ветви. Скорость движения полотна 0,2—0,3 м/с.